# 生活安全局
生活安全局（せいかつあんぜんきょく）は、日本の警察庁の内部部局の一つ。

## 沿革
- 1994年 (平成6年) 7月1日- 刑事局保安部を廃止し、生活安全局発足。生活安全企画課、地域課、少年課、生活環境課、銃器対策課、薬物対策課を設置[1]。
- 1999年 (平成11年) 4月1日- 少年課に少年保護対策室を設置[2]。
- 2002年 (平成14年) 4月1日- 生活安全企画課に都市犯罪対策官を設置。[3]
- 2004年 (平成16年) 4月1日- 薬物銃器対策課、薬物対策課を廃止し、刑事局組織犯罪対策部に移管。情報技術犯罪対策課を新設[4]。
- 2006年 (平成18年) 4月1日- 情報技術犯罪対策課に情報技術犯罪捜査指導官を置く[5]。
- 2009年 (平成21年) 4月1日- 生活環境課の所掌業務を改め、保安課と改称[6]。
- 2010年 (平成22年) 4月1日- 少年課に児童ポルノ対策官を設置[7]。
- 2011年 (平成23年) 4月1日- 情報技術犯罪対策課情報技術犯罪捜査指導官を情報技術犯罪捜査指導室とする[8]。
- 2015年 (平成27年) 4月10日- 保安課に風俗環境対策室を設置[9]。
- 2016年 (平成28年) 4月1日- 情報技術犯罪対策課に官民連携推進官を設置[10]。
- 2017年 (平成29年) 4月1日- 少年課に性的搾取対策官を設置[11]。
- 2019年 (平成31年) 4月1日- 地域課を生活安全企画課に統合し、生活安全企画課に地域警察指導室を設置[12]。
- 2020年 (令和2年) 4月1日- 生活安全企画課に生活安全企画官を設置[13]。
- 2022年 (令和4年) 4月1日- 情報技術犯罪対策課をサイバー警察局に移管。少年課を人身安全・少年課に改称し、人身安全対策室を設置[14]。

## 組織
2025年 (令和7年) 4月1日現在
- 生活安全企画課
  - 生活安全企画官
  - 犯罪抑止対策室
  - 地域警察指導室
  - 生活安全総合研究官
  - 鉄道警察管理室
- 人身安全・少年課
  - 人身安全対策室
  - 少年保護対策室
  - 少年問題総合研究官
  - 児童性被害対策官
- 保安課
  - 風俗環境対策室
- 生活経済対策管理官
  - 知的財産権保護対策官

## 職掌
警察法 (昭和二十九年法律第百六十二号) 第22条に所掌事務が規定されている。
```
（生活安全局の所掌事務）
第22条 生活安全局においては、警察庁の所掌事務に関し、次に掲げる事務をつかさどる。
 一 犯罪、事故その他の事案に係る市民生活の安全と平穏に関すること。 
 二 地域警察その他の警らに関すること。 
 三 犯罪の予防に関すること。 
 四 保安警察に関すること。
```

## 幹部
2025年 (令和7年) 8月1日現在
| 役職名             | 階級   | 氏名       | 前職                               | 就任年    |
| ------------------ | ------ | ---------- | ---------------------------------- | --------- |
| 生活安全局長       | 警視監 | 山田好孝   | 内閣官房内閣審議官(内閣情報調査室) | 2025年7月 |
| 生活安全企画課長   | 警視監 | 阿波拓洋   | 警察庁生活安全局人身安全・少年課長 | 2024年6月 |
| 人身安全・少年課長 | 警視長 | 重成浩司   | 警察庁長官官房総務課広報室長       | 2024年6月 |
| 保安課長           | 警視長 | 永山貴大   | 警察庁長官官房会計課会計企画官     | 2024年6月 |
| 生活経済対策管理官 | 警視長 | 中村振一郎 | 警察庁長官官房付                   | 2024年8月 |